# 印南郡
印南郡（日语：／ Innami gun */?）是過去位於兵庫縣中部的郡，已於1979年2月1日因無管轄町村而被廢除。
過去的範圍包括現在的高砂市的大部分區域、加古川市北半部加古川以北的區域和姬路市的東南部部分地區。

## 歷史
在令制國時代屬於播磨國，19世紀末江戶時代結束之際，印南郡大部分地區屬於姬路藩，另有少部分區域屬於幕府旗本和一橋德川家的領地。
隨著1868年幕府的結束及接著實施的廢藩置縣政策，曾分別先後隸屬兵庫裁判所、兵庫縣、姬路縣、鳥取縣，1871年全數被整併到飾磨縣內，1876年再次整併後屬於兵庫縣。
1879年實施郡區町村編制法，正式的設置了近代的行政區劃「印南郡」，郡役所設於曾根村（位於現在的高砂市）。

### 沿革

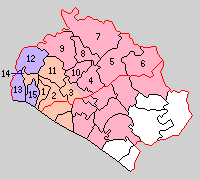
1889年印南郡轄下的行政區劃
1.曾根村 2.伊保村 3.米田村 4.東神吉村 5.平荘村 6.上荘村 7.東志方村 8.志方村 9.西志方村 10.西神吉村 11.阿彌陀村 12.別所村 13.的形村 14.北濱村 15.大鹽村
（紫色：現屬姬路市、紅色：現屬加古川市、橙色：現屬高砂市）

- 1889年04月1日：實施町村制，印南郡下設：曾根村、伊保村（日语：伊保村 (兵庫県)）、米田村、東神吉村、平荘村、上荘村、東志方村（日语：東志方村）、志方村（日语：志方村）、西志方村（日语：西志方村）、西神吉村、阿彌陀村（日语：阿弥陀村）、別所村（日语：別所村 (兵庫県印南郡)）、的形村（日语：的形村）、北濱村（日语：北浜村 (兵庫県)）、大鹽村。（15村）
- 1896年7月1日：實施郡制（日语：郡制），設立郡參事會（日语：郡参事会）。
- 1913年04月1日：曾根村改制為曾根町（日语：曽根町 (兵庫県)）。（1町14村）
- 1923年04月1日：廢除郡會和郡參事會。
- 1926年04月1日：大鹽村改制為大鹽町（日语：大塩町）。（2町13村）
- 1926年7月1日：廢除郡役所，此後郡不再作為行政區劃，只作為地名的表示。
- 1928年11月10日：米田村改制為米田町（日语：米田町）。（3町12村）
- 1954年07月1日：曾根町、伊保村和加古郡高砂町（日语：高砂町 (高砂市)）、荒井村（日语：荒井村 (兵庫県)）合併為高砂市，並脫離印南郡。（2町11村）
- 1954年8月1日：志方村、東志方村、西志方村合併為志方町（日语：志方町）。（3町8村）
- 1955年04月1日：上荘村和平荘村被併入加古川市。（3町6村）
- 1956年09月30日：
  - 東神吉村、西神吉村和米田町的平津、船頭地區被併入加古川市。（3町4村）
  - 阿彌陀村和米田町的其他地區被併入高砂市。（2町3村）
- 1957年03月10日：北濱村被併入高砂市。（2町2村）
- 1957年10月1日：別所村被併入姬路市。（2町1村）
- 1958年01月1日：的形村被併入姬路市。（2町）
- 1959年05月1日：大鹽町被併入姬路市。（1町）
- 1979年02月1日：志方町被併入加古川市，同時印南郡因無管轄町村而被廢除。

### 變遷表
| 1889年4月1日 | 1889年-1926年       | 1926年-1944年         | 1944年-1954年         | 1954年-1989年              | 1989年-現在 | 現在     |
| ------------ | ------------------- | --------------------- | --------------------- | -------------------------- | ----------- | -------- |
| 東志方村     | 東志方村            | 東志方村              | 1954年8月1日 志方町   | 1979年2月1日 併入加古川市  | 加古川市    | 加古川市 |
| 志方村       |                     |                       | 1954年8月1日 志方町   | 1979年2月1日 併入加古川市  | 加古川市    | 加古川市 |
| 西志方村     |                     |                       | 1954年8月1日 志方町   | 1979年2月1日 併入加古川市  | 加古川市    | 加古川市 |
| 平荘村       | 平荘村              | 平荘村                | 平荘村                | 1955年4月1日 併入加古川市  | 加古川市    | 加古川市 |
| 上荘村       |                     |                       |                       | 1955年4月1日 併入加古川市  | 加古川市    | 加古川市 |
| 東神吉村     | 東神吉村            | 東神吉村              | 東神吉村              | 1956年9月30日 併入加古川市 | 加古川市    | 加古川市 |
| 西神吉村     |                     |                       |                       | 1956年9月30日 併入加古川市 | 加古川市    | 加古川市 |
| 米田村       | 米田村              | 1928年11月10日 米田町 | 1928年11月10日 米田町 | 1956年9月30日 併入加古川市 | 加古川市    | 加古川市 |
| 米田村       | 米田村              | 1928年11月10日 米田町 | 1928年11月10日 米田町 | 1956年9月30日 併入高砂市   | 高砂市      | 高砂市   |
| 阿彌陀村     |                     |                       |                       | 1956年9月30日 併入高砂市   | 高砂市      | 高砂市   |
| 加古郡高砂町 | 加古郡高砂町        | 加古郡高砂町          | 1954年7月1日 高砂市   | 1954年7月1日 高砂市        | 高砂市      | 高砂市   |
| 加古郡荒井村 |                     |                       | 1954年7月1日 高砂市   | 1954年7月1日 高砂市        | 高砂市      | 高砂市   |
| 曾根村       | 1913年4月1日 曾根町 | 1913年4月1日 曾根町   | 1954年7月1日 高砂市   | 1954年7月1日 高砂市        | 高砂市      | 高砂市   |
| 伊保村       |                     |                       | 1954年7月1日 高砂市   | 1954年7月1日 高砂市        | 高砂市      | 高砂市   |
| 北濱村       | 北濱村              | 北濱村                | 北濱村                | 1957年3月10日 併入高砂市   | 高砂市      | 高砂市   |
| 大鹽村       | 1926年4月1日 大鹽町 | 1926年4月1日 大鹽町   | 1926年4月1日 大鹽町   | 1959年5月1日 併入姬路市    | 姬路市      | 姬路市   |
| 的形村       | 的形村              | 的形村                | 的形村                | 1958年1月1日 併入姬路市    | 姬路市      | 姬路市   |
| 別所村       | 別所村              | 別所村                | 別所村                | 1957年10月1日 併入姬路市   | 姬路市      | 姬路市   |